# Krigskorset
Krigskorset er en norsk militær medalje. Medaljen er Norges højste militære udmærkelse. Krigskorset blev stiftet i 1941 som belønning til dem, der udmærkede sig specielt med indsats under 2. verdenskrig, ved personlig tapperhed eller fremragende ledelse i kamp eller kamplignende situationer. Medaljen blev indtil 1949 tildelt for indsats under krigen fra 1940 til 1945. Tildelingen af medaljen standsede derefter indtil den 26. juni 2009, hvor man besluttede at genoptage tildelingen, både for indsats under 2. verdenskrig og for senere væbnede konflikter, Norge har deltaget i. Krigskorset kan tildeles både norske og udenlandske borgere. Krigskorset er blevet tildelt til i alt 282 personer, derudover også syv franske faner og bannere. Udmærkelsen bliver tildelt af Kongen i Statsrådet.
Udmærkelsens navn svarer til militære krigskors indstiftet i forbindelse med Første eller Anden Verdenskrig i andre lande, blandt andet i Frankrig, Belgien, Grækenland, Luxembourg og Tjekkoslovakiet.

## Personer, der er tildelt Krigskorset
Blandt de i alt 283 personer, der er tildelt hædersbevisningen Krigskorset, kan nævnes:
- Agnar Næss.
- André Dewavrin - fransk officer fra de Frie franske styrkers efterretningsvæsen.
- Birger Eriksen.
- Elizabeth Bowes-Lyon (Dronning Elizabeth af Storbritannien og mor til dronning Elizabeth 2.).
- Gregers Gram (modstandsmand).
- Gunnar Sønsteby (Gunnar Fridtjof Thurmann Sønsteby).
- Haakon 7. af Norge.
- Inge Steensland.
- Jacques Faure.
- Jens-Anton Poulsson.
- Johan Koren Christie.
- Kaj Birksted.
- Knut Haugland
- Leif Larsen (Shetlands-Larsen).
- Martin Linge.
- Max Manus (Maximo Guillermo Manus).
- Odd Starheim (Odd Kjell Starheim).
- Odd Sørli.
- Olav 5. af Norge.
- Peter Deinboll.
- Sigurd Eskeland.
- Sverre Granlund.
- Władysław Sikorski - polsk general.